# Elisabeth Köhler
Elisabeth Köhler (* 1. Januar 1955 in Altenstadt (Iller)) ist eine deutsche Politikerin (Bündnis 90/Die Grünen).
Köhler besuchte zunächst die Volksschule und danach die Realschule. Sie machte eine Ausbildung und war Sachbearbeiterin bei der Stadt Schwabmünchen. Danach war sie Geschäftsführerin bei der Katholischen Landjugend und von 1987 bis 1990 Regionalbüroleiterin der Bundestagsfraktion der Grünen. Sie ist zudem Vorsitzende der deutsch-kurdischen Fraueninitiative.
Von 1990 bis 2003 saß Köhler im Bayerischen Landtag. Dort war sie von September 1996 bis September 1998 Fraktionssprecherin und danach stellvertretende Fraktionsvorsitzende und parlamentarische Geschäftsführerin.